# 戴济世
戴濟世（法語：François-Ferdinand Tagliabue；1822年11月29日—1890年3月13日；又稱：戴濟世）是天主教法國籍主教及遣使會會士。曾任直隸西南宗座代牧區宗座代牧（1869年-1884年）、直隸北境宗座代牧區宗座代牧（1884年-1890年）。

## 生平
戴濟世生于1822年11月29日，法蘭西王國埃納省的市鎮寬西。1848年6月17日，戴濟世在25歲時晉鐸，且1852年加入遣使會。
1868年9月24日，戴濟世在45歲時獲時任教宗庇護九世任命為江西宗座代牧區助理宗座代牧，領銜土耳其帕夫拉戈尼亞龐貝總教區主教。1869年6月22日，調任直隸西南宗座代牧區宗座代牧，驻扎在直隶正定府。1870年12月11日，由江西宗座代牧田嘉璧主教晉牧。
1884年8月5日，出任直隸北境宗座代牧區宗座代牧，驻扎北京。
戴主教在任內曾主禮晉牧在1876年的艾士傑為山西助理宗座代牧、1885年的都士良為直隸西南宗座代牧、1886年的包若瑟為遼東滿州助理宗座代牧、1887年的順其衡為江西南境宗座代牧、1888年的祁類思為遼東滿州宗座代牧和1889年的馬天恩為山東北境宗座代牧。
1890年3月13日，戴濟世主教在清朝北京去世，享年67歲。